# Metropolis (альбом)
Metropolis — сборник английской электроклэшевой группы Client, выпущен ограниченным тиражом 20 апреля 2006 года ровно между релизами live-альбомов: Live Club Koko — записанного в Лондоне и Live in Porto — записанного в Порту. Также на альбоме присутствуют 2 ранее не издававшихся трека: Tuesday Night и Dirty Little Secret.

## Список композиций
1. «Tuesday Night»
2. «Dirty Little Secret»
3. «Radio» (Boosta Rockanarchy Mix)
4. «Radio» (Cicada Instrumental)
5. «Radio» (Rex the Dog Instrumental)
6. «Pornography» (The Zip Mix)
7. «Pornography» (Zip Alien Mix)
8. «Pornography» (Motor Mix)
9. «Radio» (Radio Session)
10. «It’s Rock and Roll» (Radio Session)
11. «In it for the Money» (Radio Session)
12. «In it for the Money» (Zip Mix Uncensored)